# Mare (esogeologia)

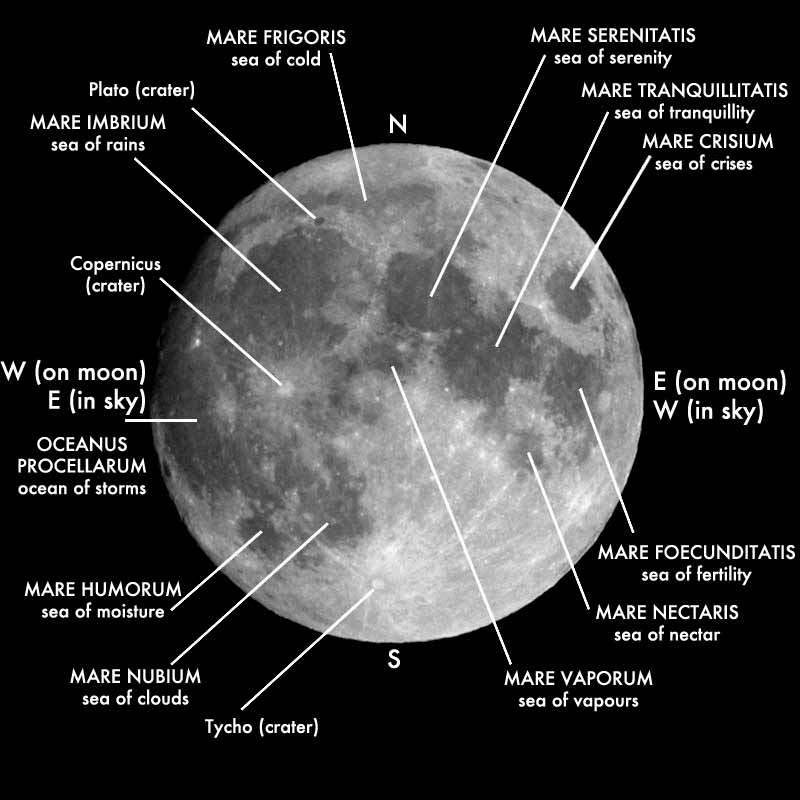
Mappa dei mari lunari sul lato visibile della Luna

Mare (plurale mària) è un termine latino utilizzato in esogeologia per designare diverse configurazioni morfologiche presenti sulla superficie della Luna e su Titano. Il termine è stato scelto a causa del colore scuro che contraddistingue queste regioni dai territori circostanti; si tratta in verità di pianure basaltiche, originatesi da antiche eruzioni di materiale incandescente seguite all'impatto con asteroidi particolarmente massicci. 

## Descrizione
La maggiore albedo delle montagne lunari (formate da rocce più antiche) è dovuta alla presenza di regolite, che riflette più luce rispetto al basalto, formatasi dall'impatto di innumerevoli micrometeoriti nel corso di centinaia di milioni di anni di storia lunare.
Il 16% della superficie lunare è ricoperta da mari, più numerosi nell'emisfero rivolto verso la Terra che non sulla faccia nascosta, dove sono più piccoli e meno evidenti. La nomenclatura lunare proposta dall'Unione Astronomica Internazionale prevede, oltre ai maria, la presenza di oceani (oceanus), simili ai maria ma più grandi, e di laghi (lacus), paludi (palus) e golfi (sinus), morfologicamente analoghi ai maria, ma di dimensioni inferiori. Vi sono inoltre alcune caratteristiche di albedo di Marte il cui nome comprende il termine mare: Mare Acidalium, Mare Australe, Mare Boreum, Mare Chronium, Mare Cimmerium, Mare Erythraeum, Mare Hadriacum, Mare Serpentis, Mare Sirenum, Mare Tyrrhenum.

## Mària

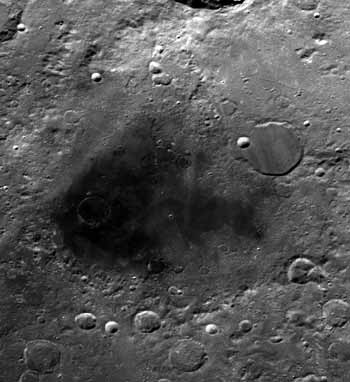
Al centro il Mare Humboldtianum

- Mare Anguis
- Mare Australe
- Mare Cognitum
- Mare Crisium
- Mare Fecunditatis
- Mare Frigoris
- Mare Humboldtianum
- Mare Humorum
- Mare Imbrium
- Mare Ingenii
- Mare Insularum
- Mare Marginis
- Mare Moscoviense
- Mare Nectaris
- Mare Nubium
- Mare Orientale
- Mare Serenitatis
- Mare Smythii
- Mare Spumans
- Mare Tranquillitatis
- Mare Undarum
- Mare Vaporum